# Ludwig Schnorr von Carolsfeld (Rechtswissenschaftler)
Ludwig Schnorr von Carolsfeld (* 26. Januar 1903 in München; † 5. Mai 1989 in Erlangen) war ein deutscher Rechtswissenschaftler.

## Leben und Werk
Ludwig Schnorr von Carolsfeld stammte aus einer angesehenen bayerischen Künstler- und Gelehrtenfamilie. Sein Vater war Hans Schnorr von Carolsfeld (1862–1933), der spätere Generaldirektor der Bayerischen Staatsbibliothek. Sein Großvater Karl Schnorr von Carolsfeld (1830–1895) war Generaldirektor der bayerischen Staatseisenbahnen gewesen, sein Urgroßvater Julius Schnorr von Carolsfeld (1794–1872) Maler in Dresden.
Ludwig Schnorr von Carolsfeld studierte an der Universität München zunächst Klassische Philologie und Alte Geschichte, dann Rechtswissenschaft. Er wurde 1929 bei Wilhelm Kisch mit einer  Dissertation über die Dogmatik des Vergleichs zum Dr. iur. promoviert. Anschließend wandte er sich der Rechtsgeschichte zu. 1932 habilitierte er sich bei Leopold Wenger mit einer Schrift zur Geschichte der juristischen Person. Schnorr von Carolsfeld verstand sich als Wengers Schüler und vertrat eine an ihn angelehnte Auffassung der Rechtsgeschichte.
In der Zeit des Nationalsozialismus hielt Schnorr von Carolsfeld Abstand zum Regime. Er machte auch keine äußerlichen Konzessionen an die Machthaber. Der NSDAP trat er niemals bei, gehörte aber der SA an. Dennoch wurde er 1935 als außerordentlicher Professor für Zivilrecht an die Universität Königsberg berufen.
In Königsberg fand er seine eigentliche akademische Heimat. Durch die Lehraufgaben verlagerte sich auch seine wissenschaftliche Arbeit mehr ins geltende Recht, das er in seiner ganzen Breite vertrat. 1940 wurde er zum ordentlichen Professor ernannt. Gegen Ende des Zweiten Weltkriegs wurde sein Haus mit der umfangreichen Privatbibliothek und vielen wissenschaftlichen Vorarbeiten zerstört. Schnorr von Carolsfeld geriet für kurze Zeit in Kriegsgefangenschaft und ging nach seiner Entlassung nach Münster, wo er Lehrveranstaltungen über Bürgerliches und Römisches Recht abhielt.
1946 erhielt Schnorr von Carolsfeld einen Ruf auf einen Lehrstuhl für Bürgerliches Recht an der Universität Erlangen, dem er 1947 folgte. In Erlangen engagierte er sich im Universitätsbund und war mehrmals Dekan der juristischen Fakultät. 1971 wurde er emeritiert. Er wirkte außerdem als Honorarprofessor an der Hochschule für Wirtschafts- und Sozialwissenschaften Nürnberg.

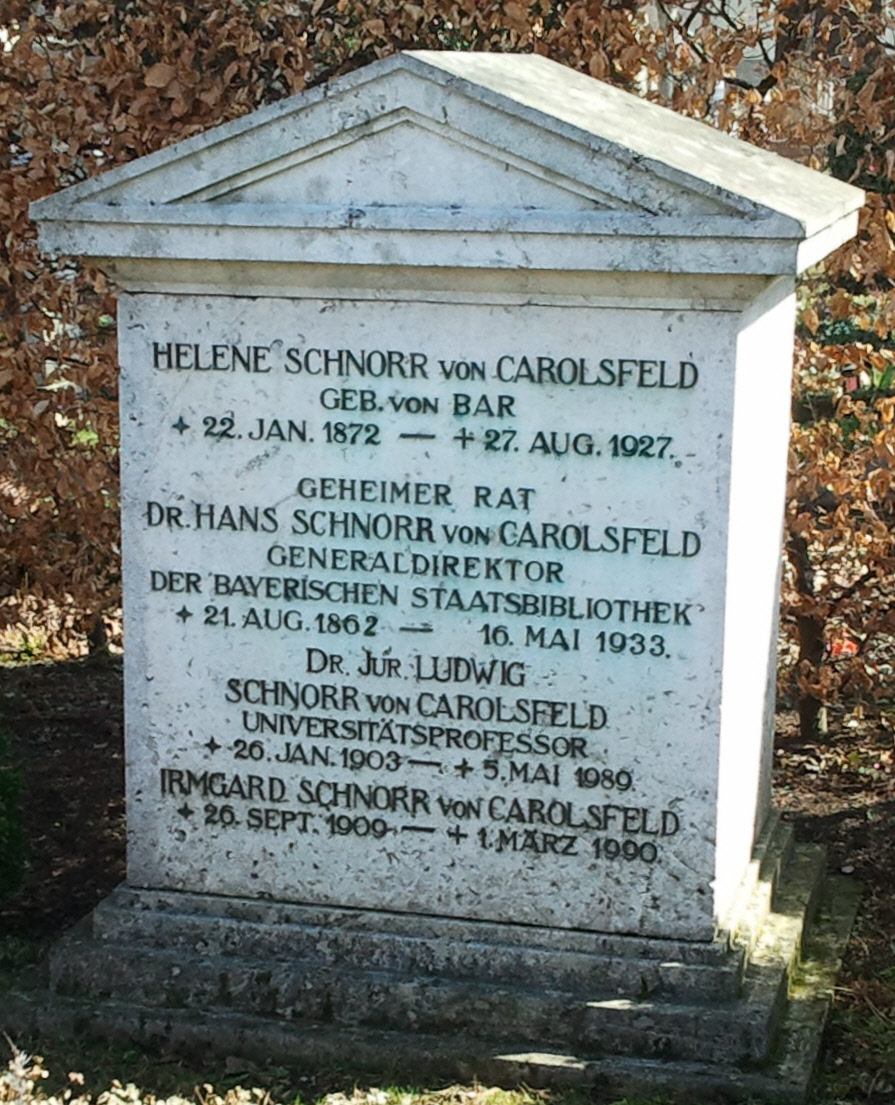
Grabmal von Familie Schnorr von Carolsfeld, Nordfriedhof (München)

## Schriften
- Beiträge zur Lehre vom Vergleich. Dissertation. Breslau 1929.
- Geschichte der juristischen Person. Band 1: Universitas, Corpus, Collegium im klassischen römischen Recht. Habilitationsschrift. München 1933. Nachdruck Aalen 1969.
- Arbeitsrecht. Erlangen 1948. Zweite, neu bearbeitete Auflage: Göttingen 1954.
- Familienrecht. Erlangen 1948.
- Die Berechtigung gewerkschaftlicher Demonstrationen für die Mitbestimmung der Arbeitnehmer in der Wirtschaft. Düsseldorf 1953.
- 120 Fälle aus dem Arbeitsrecht für Übungen und zum Selbststudium. Göttingen 1955.
- Handelsrechtsfälle. Göttingen 1957.
- Straftaten in Flugzeugen. Zugleich ein Beitrag zum deutschen internationalen Strafrecht. Erlangen 1965.